# なにわ侍 ハローTOKYO ! !
『なにわ侍 ハローTOKYO!!」』は、ジャニーズWESTの1枚目のDVD/Blu-rayで2014年12月17日にジャニーズ・エンタテイメントから発売。

## 概要
2014年2月5日～2月28日に日生劇場にて開催された、ジャニーズWESTが7人でのCDデビューを発表した舞台公演を収録。
初回限定盤には、40ページのブックレットを封入したスペシャルパッケージ仕様となっている。

## 収録曲

### 第一幕
<一場／オーディション>
- Rainbow Dream
- 鼓動
- P&P
- Wake up!

<二場 (壱)／記者会見>
<二場 (弐)／ライブイベント>
- 君を想うとき
- SAMURAI
- NEXTACTION
- Blow out
- FIRE BEAT

<三場／事務所>
- 一歩

<四場／星空>
- VIVID

<五場／再会>
- シルエット

<六場／仲間たち>
- 虹色の歌

<七場／虹>
- Moments

<八場／７人の侍>
<九場／てっぺんへ>
- Rainbow Dream

### 第二幕
1. OVERTURE
2. ええじゃないか
3. LET'S GO WEST ～K A N S A I !!～
4. 粉もん
5. オンリーロンリー
6. Break Out!
7. Criminal
8. ちゃうねんっ!!
9. My Best Friend
10. その先へ…
11. 浪速一等賞!